# コーンスターチ (お笑いコンビ)
コーンスターチは、よしもとクリエイティブ・エージェンシー（吉本興業）所属のお笑いコンビ。NSC大阪30期生。
2017年8月28日の単独ライブ「モルツ」をもって解散。松本は引退し、岡下は芸人を続けている。

## メンバー
- 岡下 雅典（おかした　まさのり、1986年8月13日 - ）ボケ担当
  - 大阪府枚方市出身。A型。
  - 立ち位置は向かって左。
  - 特技はモノマネ。
  - 以前、真べぇ（ダブルアート）、今井将人（元ヒガシ逢ウサカ）、らぶおじさん（元絶対アイシテルズ）、せいや（霜降り明星）とルームシェアをしていた。
  - 解散後は、芸名をTHIS IS 岡下（ディス イズ おかした）に改名し、ピン芸人として活動を継続。その後M-1グランプリ2017出場のために、元シンクロックの吉田結衣とユニット「THIS IS パン」の結成[1]を経て、12月25日に正式にコンビ結成を発表[2][3][4]。
- 松本 匡平（まつもと　きょうへい、1987年2月6日 - ）ツッコミ担当
  - 京都府長岡京市出身。O型。
  - 立ち位置は向かって右。

## 賞レースなどでの戦績
- M-1甲子園2004優勝（ツインクル時代）
- M-1グランプリ2016 準々決勝進出